# Кемпбелл-Гілл (Іллінойс)
Кемпбелл-Гілл (англ. Campbell Hill) — селище (англ. village) в США, в окрузі Джексон штату Іллінойс. Населення — 309 осіб (2020).

## Географія
Кемпбелл-Гілл розташований за координатами 37°55′46″ пн. ш. 89°33′1″ зх. д. / 37.92944° пн. ш. 89.55028° зх. д. (37.929578, -89.550367).  За даними Бюро перепису населення США в 2010 році селище мало площу 1,08 км², з яких 1,08 км² — суходіл та 0,00 км² — водойми.

## Демографія
Згідно з переписом 2010 року, у селищі мешкало 336 осіб у 144 домогосподарствах у складі 96 родин. Густота населення становила 311 особа/км².  Було 156 помешкань (144/км²).
Расовий склад населення:
| - 98,5 % — білих - 0,3 % — корінних американців - 0,3 % — азіатів |

До двох чи більше рас належало 0,9 %. Частка іспаномовних становила 0,3 % від усіх жителів.
За віковим діапазоном населення розподілялося таким чином: 20,8 % — особи молодші 18 років, 63,7 % — особи у віці 18—64 років, 15,5 % — особи у віці 65 років та старші. Медіана віку мешканця становила 37,0 року. На 100 осіб жіночої статі у селищі припадало 88,8 чоловіків;  на 100 жінок у віці від 18 років та старших — 82,2 чоловіків також старших 18 років.
Середній дохід на одне домашнє господарство  становив 49 238 доларів США (медіана — 47 969), а середній дохід на одну сім'ю — 56 594 долари (медіана — 51 667). Медіана доходів становила 41 563 долари для чоловіків та 37 500 доларів для жінок. За межею бідності перебувало 16,2 % осіб, у тому числі 52,2 % дітей у віці до 18 років та 1,8 % осіб у віці 65 років та старших.
Цивільне працевлаштоване населення становило 144 особи. Основні галузі зайнятості: освіта, охорона здоров'я та соціальна допомога — 29,2 %, виробництво — 18,1 %, роздрібна торгівля — 13,2 %, сільське господарство, лісництво, риболовля — 9,0 %.